# 바니야스 스타디움
바니야스 스타디움(아랍어: ملعب بني ياس, 영어: Baniyas Stadium)은 아랍에미리트 아부다비에 위치한 축구 전용 경기장이다. 바니야스 SC의 홈구장으로 사용되고 있다.
수용 인원은 9,570명이다.